# Saul
Saul (hebräisch שָׁאוּל Scha'ul) gilt nach biblischem Bericht als erster König Israels, unter dem die 12 Stämme zu einem Königreich vereint wurden. Die Dauer seiner Herrschaft ist unbekannt.
Da weder zeitgenössische noch archäologische Quellen Hinweise auf seine Herrschaft geben, wird seine Historizität in der Forschung stark diskutiert.

## Etymologie
Der Name Saul, hebräisch שָׁאוּל šāʾūl, leitet sich von der Verbwurzel שׁאל šʾl „fordern, verlangen, bitten, wünschen, fragen“ ab. Dabei handelt es sich entweder um ein Partizip Passiv Qual „der Erbetene“ oder eine hypokoristische Kurzform „[er/Gott] hat erbeten“ dar.
Die Septuaginta gibt den Namen mit Σαούλ Saul, Josephus mit Σαοῦλος Saûlos, die Vulgata schreibt Saul.
Neben dem König finden sich im Alten Testament drei weitere Personen namens Saul.

## Vermuteter historischer Hintergrund
Es gibt keine außerbiblischen Zeugnisse für die Existenz dieses Stammesfürsten oder Königs. Die zeitlich genaue Fixierung seiner Regierungszeit ist schwierig und beruht auf der Interpretation der biblischen Texte. Wenn seine Herrschaft datiert wird, so üblicherweise in die frühe Eisenzeit in Kanaan (Eisenzeit I), um etwa 1000 v. Chr. Die Richterzeit wird entsprechend um ca. 1200–1000 v. Chr. datiert. Während die jüdische Tradition symbolische Regierungszeiten von jeweils 40 Jahren für Saul, David und Salomon annimmt, vermuteten historisch-kritische Leser der Bibel eine kurze Regierungszeit Sauls von nur wenigen Jahren. Die Angabe in 1 Sam 13,1  ist nicht als historisch zu bewerten.
Das erstarkende Stammeskönigtum eines israelitischen Königs wie Saul und seiner Söhne im Norden könnte die Handelswege von Ägyptern und Philisterstädten der Ebene und des Küstengebietes bedroht haben, so dass es zu anhaltenden militärischen Auseinandersetzungen kam, die für Saul nicht zu gewinnen waren und tödlich endeten. Die Grenzen eines solchen erstarkten Stammeskönigtums könnten den biblischen Angaben der Gebiete von „Gilead, Ascher, Jesreel, Efraim und Benjamin“ durchaus entsprochen haben. Die Auswirkungen solcher bedrohlichen Vorstöße aus dem israelitischen Hochland in die Jesreelebene im Norden und aus dem Judäischen Bergland ins Tal Elah im Süden können auch in archäologischen Funden interpretiert werden.
Die biblischen Episoden um David und Saul, die vermutlich an alte Heldensagen anknüpfen, werden von Kritikern oft als pro-davidische Propaganda aus einer Zeit gewertet, als David bereits das Haus Sauls bei den Nordstämmen beerbt hatte, oder Erinnerungen, die durch die Mentalität und Kultur des 7. bis 4. Jh. v. Chr. gefärbt sind.

## Biblischer Bericht
Die biblischen Erzählungen zu Saul finden sich im 1. Buch Samuel (1 Sam 8–31 ).
Nach 1 Sam 9,1 f  entstammt Saul, der Sohn des Kisch, einer vornehmen Familie aus Gibea in Benjamin. Optisch – seine Schönheit und außergewöhnliche Körpergröße – wird er als idealtypischer Herrscher beschrieben.
Dem Wunsch Israels nach einem König folgend (vgl. 1 Sam 8 ), berichtet 1 Sam 9,1–10,16, wie Samuel Saul auf Geheiß Gottes zum Fürsten salbt. Der Erzählung folgt ein Bericht über die Wahl Sauls zum König durch ein Losverfahren in Mizpa (1 Sam 10,17–24 ).
Es folgen Berichte über Auseinandersetzungen mit den Ammonitern und Philistern, wobei auch Sauls Sohn Jonathan eine entscheidende Rolle spielt (1 Sam 11–14 ). Sauls Gefolgschaft sollen Stammengenossen vom Stamm Benjamin gewesen sein, in den übrigen Stämmen fand er gemäß der Interpretation des biblischen Zeugnisses nur bedingt Anerkennung. Er sicherte die Existenz Israels, indem er und seine Verbündeten im Osten die Ammoniter, die Amalekiter im Süden und die Philister in der westlichen Küstenebene zurückdrängte.

In 1 Sam 15  wird Saul als König verworfen, weil er nach einem Kriegszug gegen die Amalekiter den Bann nicht umfänglich vollzieht.

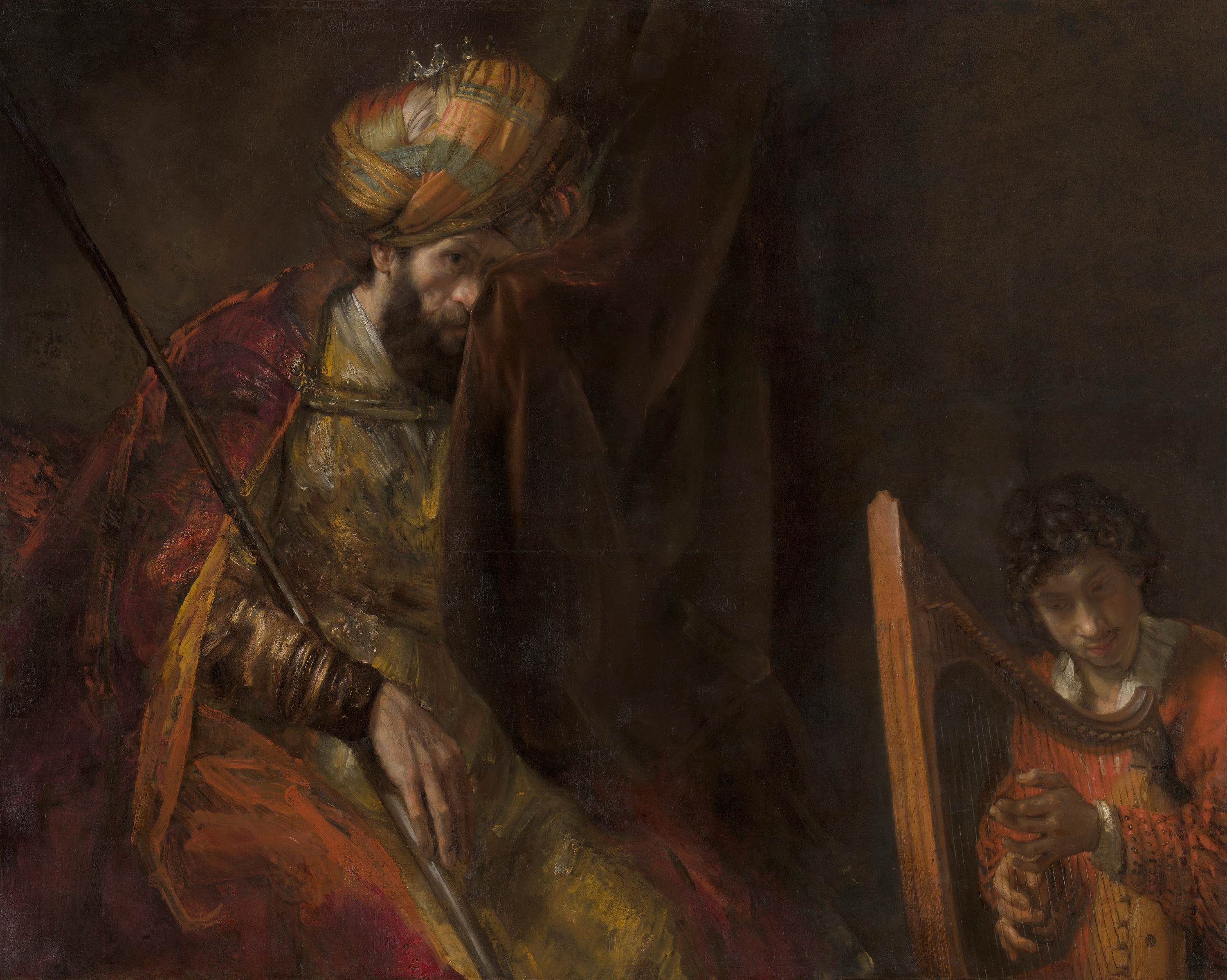
Rembrandt: David spielt Harfe vor Saul

Die folgenden Berichte stehen im Zusammenhang mit der Aufstiegsgeschichte Davids. Da „ein böser Geist vom HERRN [Saul] verstörte“, kommt der zuvor heimlich zum König gesalbte David als Harfenist an den Königshof (1 Sam 16,14–23 ). In 1 Sam 16,17  treffen David und Saul im Zusammenhang der Goliaterzählung erneut aufeinander.
Es kommt zu Auseinandersetzungen zwischen Saul und David. David flieht vor dem König, der inzwischen auch sein Schwiegervater ist, woraufhin Saul die Priester aus Nob wegen Illoyalität töten lässt (1 Sam 21–22 ). Saul verfolgt David, der nun zu den Philistern übergeht. Saul befragt ein Orakel über die bevorstehende Schlacht. Als er keine Auskunft erhält, besucht er die Totenbeschwörerin von En-Dor, um den verstorbenen Samuel um Rat zu fragen (1 Sam 23–28 ).
In der Schlacht am Gebirge Gilboa wird Saul schwer verwundet. Er bittet seinen Waffenträger, ihn zu töten, was dieser verweigert, woraufhin Saul sich selbst mit seinem Schwert ersticht. Auch Sauls Söhne starben in der Schlacht (1 Sam 29–31 ).
In seiner Nachfolge wird sein Sohn Isch-Boschet König über Israel und David über Juda (2 Sam 2 ).

## Historische Einordnung
Die meisten biblischen Berichte sind historisch nicht auswertbar: Einerseits sind sie überlagert vom Nachfolger David und einer negativen Idealisierung des Scheiterns Sauls, andererseits diskutieren sie in nachstaatlicher Zeit paradigmatisch die Vor- und Nachteile des Königtums.

Karte der historisch möglichen Gebiete der Zwölf Stämme Israels, bevor der Stamm Dan nach Norden zog, um 1200–1050 v. Chr. Die Stämme Israels wurden nach dem Buch Josua dargestellt. Ortsangaben aus der in der Sammlung Nebiim, dort Schmuʾel zeigen, dass Saul vor allem im Stammesgebiet von Benjamin operierte.

Da sichere Anzeichen der Staatlichkeit – Residenz, Verwaltungsapparat, Justizorganisation, Militär- und Wirtschaftsorganisation, Steuer- und Abgabensystem – für die Herrschaft Sauls fehlen, ist von einem Häuptlingstum anstelle eines Königtums auszugehen. Die geringen Ausdifferenzierungen der Herrschaft sind im Familiensystem verhaftet.
Saul erarbeitete sich mit Hilfe einer Söldnertruppe und der Unterstützung seines Stammes die Führung über die mittelpalästinischen und nordtransjordanischen Stämme in der Gebirgsregion nördlich des Toten Meeres und in Gilead. Das Kerngebiet des „saulidischen Israel“ bildeten dabei die benjaminitischen Dörfer Mizpa, Gilgal, Gibea, Rama, Geba und Michmas. Weder das Stammesgebiet Juda noch das aramäisch beherrschte Galiläa, die Scharonebene oder die philistäische Küstenebene unterstanden seiner Herrschaft.
Die Herrschaft Sauls stand im Schatten der Philister. Ein Widerstand der Philistokanaanäer gegen die Ausbildung einer zentralisierten Herrschaft im Stammesgebiet Benjamins – auch damit einhergehende militärische Auseinandersetzungen – ist durchaus plausibel, da das südliche Ephraim und Benjamin als philistäisches Hinterland der Städte in der Küstenebene ökonomisch bedeutsam war. Ein Kampf um die Vorherrschaft in der Jesreelebene oder im Bet-Schean-Becken bleibt dennoch unwahrscheinlich und ist eher ins 9. Jh. v. Chr. zu datieren. Ebenso ist angesichts der Quellen zur Frühgeschichte der Ammoniter nicht davon auszugehen, dass es sich bei 1 Sam 11 f  um historische Ereignisse handelt.

## Bewertung in der Tradition
Die divergierenden Interessen im Geschichtsverlauf und der Literaturbildung führten zu einem ambivalenten Bild des biblischen Sauls – heroische und tyrannische Darstellung, ein zunächst sieghafter, gottgeleiteter Mann, der später wahnhaft und gottvergessen wird. Tragische Züge verleiht ihm, dass Gott, Samuel, David und die eigenen Kinder die Unterstützung entziehen.
In jüdischer Tradition wird Saul überwiegend positiv bewertet. So beschreibt Josephus ihn nach dem Idealbild des hellenistischen Helden und Herrschers, obwohl er die negativen Aspekte nicht verschweigt.
Auch in der rabbinischen Literatur übertreffen Sauls Tugenden die negativen Seiten. So wird er für seine Monogamie gelobt. Seine Sünden wurden ihm vergeben, weil er in der Entscheidungsschlacht gegen die Philister den Tod als Strafe Gottes mutig annahm. Dafür lobt ihn auch Gott vor allen Engeln.
Auch der Umstand, dass der Apostel Paulus mit hebräischem Namen Saul, griechisch Σαῦλος Saûlos, heißt, zeugt vom Stolz der Benjaminiten auf den König.

## Saul im Islam
Im Koran findet sich der Verweis auf den ersten König Israels in Sure 2:246 ff., wo sein Name jedoch in Tālūt / طالوت umgestaltet ist – wohl als Angleichung an den Namen seines Gegenspielers Dschālūt, oder als Anspielung auf den Wortstamm tāla / طال / ‚groß sein‘ und damit auf seine auch im Koran gerühmte außergewöhnliche Körpergröße. In einer Episode um die Prüfung der israelitischen Truppen an einem Bach nimmt die koranische Darstellung vermutlich Anleihen an eine ähnlich lautende biblische Geschichte um Gideon (Ri 7,4–7 ).

## Musikalische Rezeption
- Henry Purcell: guilty night (Saul and the Witch of Endor) Z134.
- Georg Friedrich Händel: Saul. Oratorium HWV 53.

## Literarische Rezeption
- Miklós Mészöly: Saulus. Budapest 1986
  - deutsch von Barbara Frischmuth: Saul. München 1970.
- Botho Strauß: Saul. Rowohlt, Hamburg 2019, ISBN 978-3-498-00135-3.

## In der Malerei
- Pieter Bruegel d. Ä.: Selbstmord Sauls (1562)

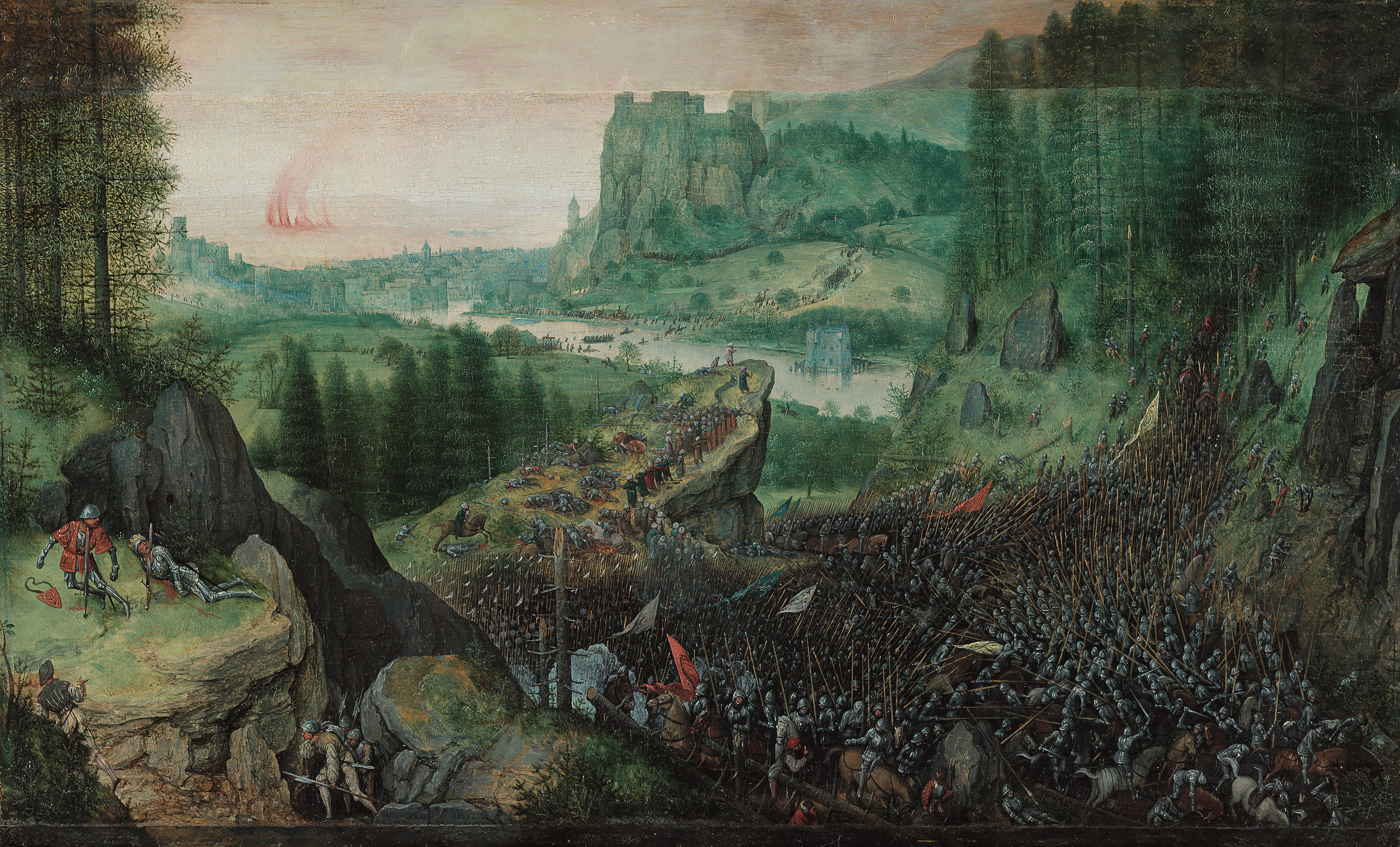
Selbstmord Sauls von Pieter Bruegel d. Ä